# Try-out
Een try-out is een proefvoorstelling van bijvoorbeeld een cabaretier, zanger(es), toneelstuk of musical. Met een try-out wordt gepeild hoe publiek zal reageren op een voorstelling die wel al grondig gerepeteerd werd. Na een try-out wordt de voorstelling aan de hand van de reacties verbeterd voordat deze (soms na meerdere try-outs) aan het grote publiek en recensenten getoond wordt tijdens de première en men ermee op tournee gaat. Vaak zijn tickets voor een try-out iets goedkoper. 